# قصر قجر (بدرانلو)
قصر قجر (بالفارسية: قصرقجر) هي قرية تقع في إيران في قسم بدرانلو الريفي. يقدر عدد سكانها بـ 644 نسمة بحسب إحصاء 2016.